# マラドーナ (映画)
『マラドーナ』（西: Maradona by Kusturica）は、2008年のスペイン・フランス映画。

## 内容
サッカー史上に様々な伝説を残したディエゴ・マラドーナの日常にスポットを当て、彼の真実の姿をとらえようとしたドキュメンタリーである。
2005年、エミール・クストリッツァがマラドーナの伝記映画製作を発表した。地元アルゼンチンはもとより、現役時代を過ごしたイタリアやキューバでのロケーションも行い、マラドーナの波乱の生涯をたどりながら、素顔のマラドーナを捕らえたものであった。

## 出演
- ディエゴ・マラドーナ（本人役）

## 受賞
- ヨコハマ・フットボール映画祭　2011 最優秀監督賞　エミール・クストリッツア、ディエゴ・マラドーナ